# 中祥食品
中祥食品工業股份有限公司是一家臺灣知名的蔬菜蘇打餅乾製造商，公司在桃園市八德區廣福路613號，是由兩位創始人為李金水（前桃園縣八德市市長）、李武麒（李金水的侄子，曾為中祥董事長）合力創建，於1970年10月22日在臺北市木柵區設立公司。後在1977年1月9日由於業績成長，決定遷回桃園縣設廠、開始機械化生產的經營。2004年再次遷設於現今八德區廣福路上的廠址，並擴建工廠。旗下行銷產品有蔬菜蘇打餅乾、奶油起士酥餅、牛軋糖和伴手禮盒等。

## 獎項
- 2006年獲頒消費者協會授証經營楷模熱心公益獎。
- 2007年獲商業週刊報導「不景氣中逆勢成長的企業」之一[3]。
- 2008年獲頒桃園縣長青企業卓越獎[4]。
- 2009年中祥綜合禮盒榮獲桃園縣十大伴手禮殊榮[5]。
- 2011年獲臺灣第一品牌。

## 爭議

### 限制價格
中祥食品在2012年因涉嫌限制零售商的零售價格，觸犯公平交易法，被處以新台幣60萬元罰鍰。

### 支持反同團體
2019年7月，中祥食品斥資兩百多萬元為彩虹愛家生命教育協會的「彩虹媽媽」打造專屬貨車一事曝光。由於該協會被認定支持基督教、反同的價值觀，連帶使得中翔食品在反同問題上的立場受到質疑。7月2日，中翔食品發表聲明，表示「在參與這次全台巡迴說故事期間以及任何與彩虹愛家協會合作文宣上，並未涉入任何反同或婚姻平權議題。」彩虹愛家生命教育協會也聲明該協會並非教會團體，對於性別平權議題，採取「絕對尊重」之態度。

## 外部連結
- 中祥食品公司官網
- 中祥食品的Facebook專頁